# Гигроцибе красная
Гигро́цибе кра́сная, или а́лая (лат. Hygrócybe coccínea) — гриб из рода Гигроцибе (Hydrocybe) семейства Гигрофоровые (Hygrophoraceae). Характеризуется небольшими плодовыми телами с красными шляпкой и ножкой и жёлтыми или красными пластинками.
Синонимы:
- Agaricus aurantiocrocatus var. minor Schumach., 1803
- Agaricus coccineus Schaeff., 1774
- Agaricus coccineus Scop., 1772basionym
- Agaricus flavominiatus Berk., 1852
- Agaricus miniatus Batsch, 1783, nom. illeg.
- Agaricus phoeniceus Fr., 1838
- Agaricus phoeniceus V. Brig., 1837, nom. illeg.
- Agaricus punicans Britzelm., 1893
- Agaricus punicellus Fr., 1874
- Agaricus scopolii Lasch, 1829, nom. illeg.
- Hygrophorus coccineus (Scop.) Fr., 1836
- Mycena punicans (Britzelm.) Sacc., 1887
- Mycena punicella (Fr.) Sacc., 1887, nom. illeg.
- Pseudohygrocybe coccinea (Scop.) Kovalenko, 1988
- Tricholoma phoeniceum (Fr.) Singer, 1943, nom. illeg.

## Описание
- Шляпка 2—5 см в диаметре, алого или кроваво-красного цвета, сначала конической или полушаровидной, затем выпуклой и плоской формы, иногда с растрескивающимся краем, гладкая, влажная или слегка скользкая.
- Мякоть ломкая, красного или красно-оранжевого цвета, на воздухе не меняющаяся.
- Гименофор пластинчатый, пластинки приросшие к ножке зубцом, расположенные довольно редко, толстые, в молодом возрасте светло-жёлтого или жёлто-оранжевого, затем красного цвета.
- Ножка 2—7 см длиной и 0,3—0,8 см толщиной, одного цвета со шляпкой или более оранжевая, цилиндрической формы, нередко изогнутая, полая. Кольцо отсутствует.
- Споровый порошок белого цвета. Споры 7—11×4—5,5 мкм, эллипсоидной формы, гладкие, неамилоидные. Гифы с пряжками.
- Является съедобным грибом.

## Ареал и экология
Известна из Евразии и Северной Америки. Произрастает обычно группами, на земле на лугах, в лиственных и хвойных лесах.